# Heroes of Flatlandia
Heroes of Flatlandia je česká mobilní hra z roku 2018. Vyšla 13. prosince 2018.

## Hratelnost
Hra je mixem tahové strategie a RPG hry. Hratelnost je velmi podobná sérii Heroes of Might and Magic.